# 競馬場の一覧
競馬場の一覧（けいばじょうのいちらん）では、世界各国の代表的な競馬場の一覧を記す。

## 日本の競馬場
競馬法施行令によると競馬場の最低限の大きさや必要な設備が記述されている。
- 中央競馬の場合、外周コース1周1600メートル以上。幅員20メートル以上。
- 地方競馬の場合、1周1000メートル以上。幅員16メートル以上。
- ばんえい競走のみを行う場合、200メートル以上。

日本の場合には、最初に作られたトラック式の競馬場である横浜競馬場が右回りであることから、右回りの競馬場が多く、左回りの競馬場は東京競馬場、新潟競馬場、中京競馬場、盛岡競馬場、船橋競馬場、浦和競馬場、川崎競馬場の7箇所。また、大井競馬場は右回りであったが、2021年より一部距離で左回りのレースも開催される両回りの競馬場となった。
中央競馬の10の競馬場はいずれも芝コースがメインコースであり、その内側にダートコースが設けられている。
また、新潟・京都・阪神・中山の4ヶ所の競馬場では芝が内回りコースと外回りコースに分かれるシステムがある。
地方競馬の競馬場（中央競馬との併用の箇所を除く）はいずれもダートコースがメインであり、芝コースが設けられている競馬場は盛岡競馬場だけである。盛岡競馬場はアメリカ同様、ダートコースの内側に芝コースが設けられている。
新潟競馬場は2001年に改修を行い、日本初の直線のみの芝1000メートルのコースがある。

### 日本の競馬場一覧

#### 中央競馬

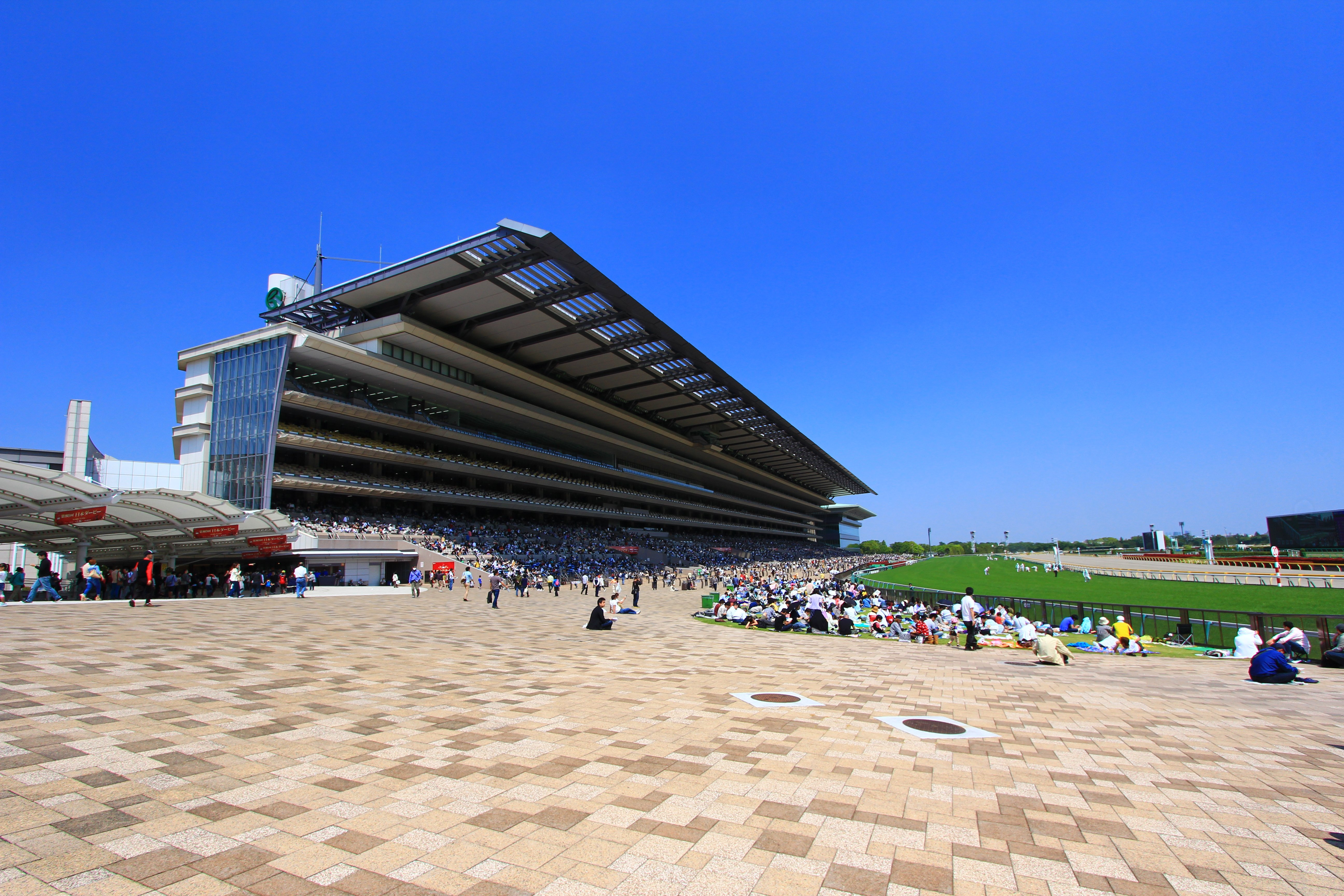
東京競馬場

- 札幌競馬場（北海道札幌市中央区）
- 函館競馬場（北海道函館市）
- 福島競馬場（福島県福島市）
- 中山競馬場（千葉県船橋市）
- 東京競馬場（東京都府中市）
- 新潟競馬場（新潟県新潟市北区）
- 中京競馬場（愛知県豊明市・名古屋市緑区）
- 京都競馬場（京都府京都市伏見区）
- 阪神競馬場（兵庫県宝塚市）
- 小倉競馬場（福岡県北九州市小倉南区）

#### 地方競馬

大井競馬場

- 帯広競馬場（北海道帯広市）
- 門別競馬場（北海道沙流郡日高町）
- 盛岡競馬場（岩手県盛岡市）
- 水沢競馬場（岩手県奥州市）
- 浦和競馬場（埼玉県さいたま市南区）
- 船橋競馬場（千葉県船橋市・習志野市）
- 大井競馬場（東京都品川区）
- 川崎競馬場（神奈川県川崎市川崎区）
- 金沢競馬場（石川県金沢市）
- 笠松競馬場（岐阜県羽島郡笠松町・岐南町）
- 名古屋競馬場（愛知県弥富市）
- 姫路競馬場（兵庫県姫路市）
- 園田競馬場（兵庫県尼崎市）
- 高知競馬場（高知県高知市）
- 佐賀競馬場（佐賀県鳥栖市）

## ヨーロッパの競馬場
ヨーロッパの競馬場は自然の地形に合わせてコースレイアウトされることが多いため、歪な形状のコースが多い。また直線が長く、直線のみの競馬を行う競馬場も多い。ダービーステークスの舞台のエプソム競馬場はUの字をしたコースであるし、2000ギニーの舞台のニューマーケット競馬場は直線を2つ組み合わせただけのコースである。
メインのコースは芝コースであり、ダートコース（オールウェザーコース）は近年、いくつかの競馬場で設置されているが、数は少ない。
またスイスのサンモリッツ競馬場で毎年2月に行われる「氷上競馬」（ホワイトターフ）や、アイルランドのレイタウンで年に1日だけ開催される「砂浜競馬」など、普段は競馬場としての形を成していない所もある。

### ヨーロッパの主な競馬場一覧

#### アイルランド
- カラ競馬場（キルデア県）
- パンチェスタウン競馬場（キルデア県）
- レパーズタウン競馬場（ダブリン県）
- フェアリーハウス競馬場（ミース県）
- ネイス競馬場（キルデア県）
- コーク競馬場（コーク県）
- ティペラリー競馬場（ティペラリー県）
- ナヴァン競馬場（ミーズ県）

など

#### イギリス

##### イングランド
- エプソム競馬場（サリー）
- サンダウン競馬場（サリー）

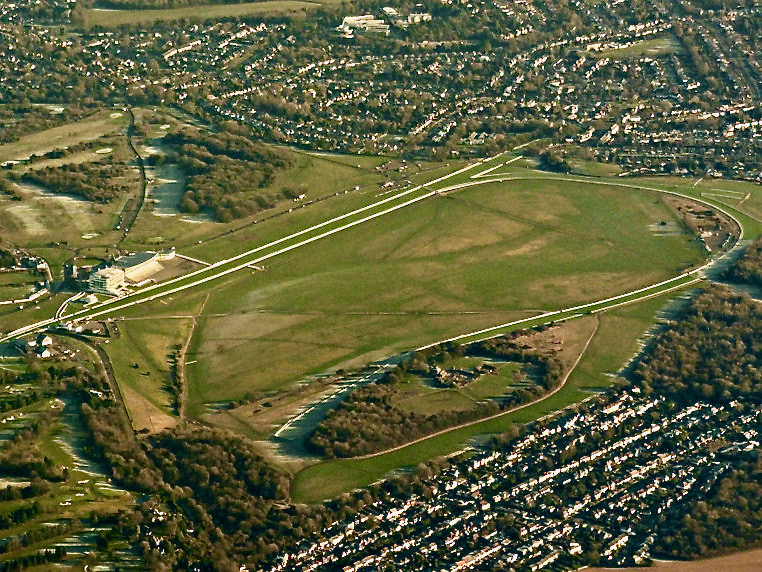
エプソム競馬場

- ケンプトンパーク競馬場（Kempton Park Racecourse）（サリー）
- リングフィールド競馬場（Lingfield Park Racecourse）（サリー）
- ニューマーケット競馬場（サフォーク）
- アスコット競馬場（バークシャー）
- ニューベリー競馬場（バークシャー）
- ウインザー競馬場（Windsor Racecourse）（バークシャー）
- ドンカスター競馬場（サウス・ヨークシャー）
- グッドウッド競馬場（ウェストサセックス）
- ヨーク競馬場（ノース・ヨークシャー）
- ヘイドックパーク競馬場（マージーサイド）
- エイントリー競馬場（マージーサイド）
- チェルトナム競馬場（グロスターシャー）

##### スコットランド
- エア競馬場（Ayr Racecourse）（エア スコットランド）

##### ウェールズ
- フォスラス競馬場（ウェールズ・フォスラス）

##### 北アイルランド
- ダウンロイヤル（Down Royal）（リズバーン カントリーダウン）
- ダウンパトリック競馬場（Downpatrick Racecourse）（ダウンパトリック カントリーダウン）

#### イタリア
- サンシーロ競馬場（ロンバルディア州 ミラノ）
- エッセル競馬場
- カパネッレ競馬場（ラツィオ州 ローマ）
- アニャーノ競馬場
- カッシーネ競馬場
- ナプレ競馬場

#### ドイツ

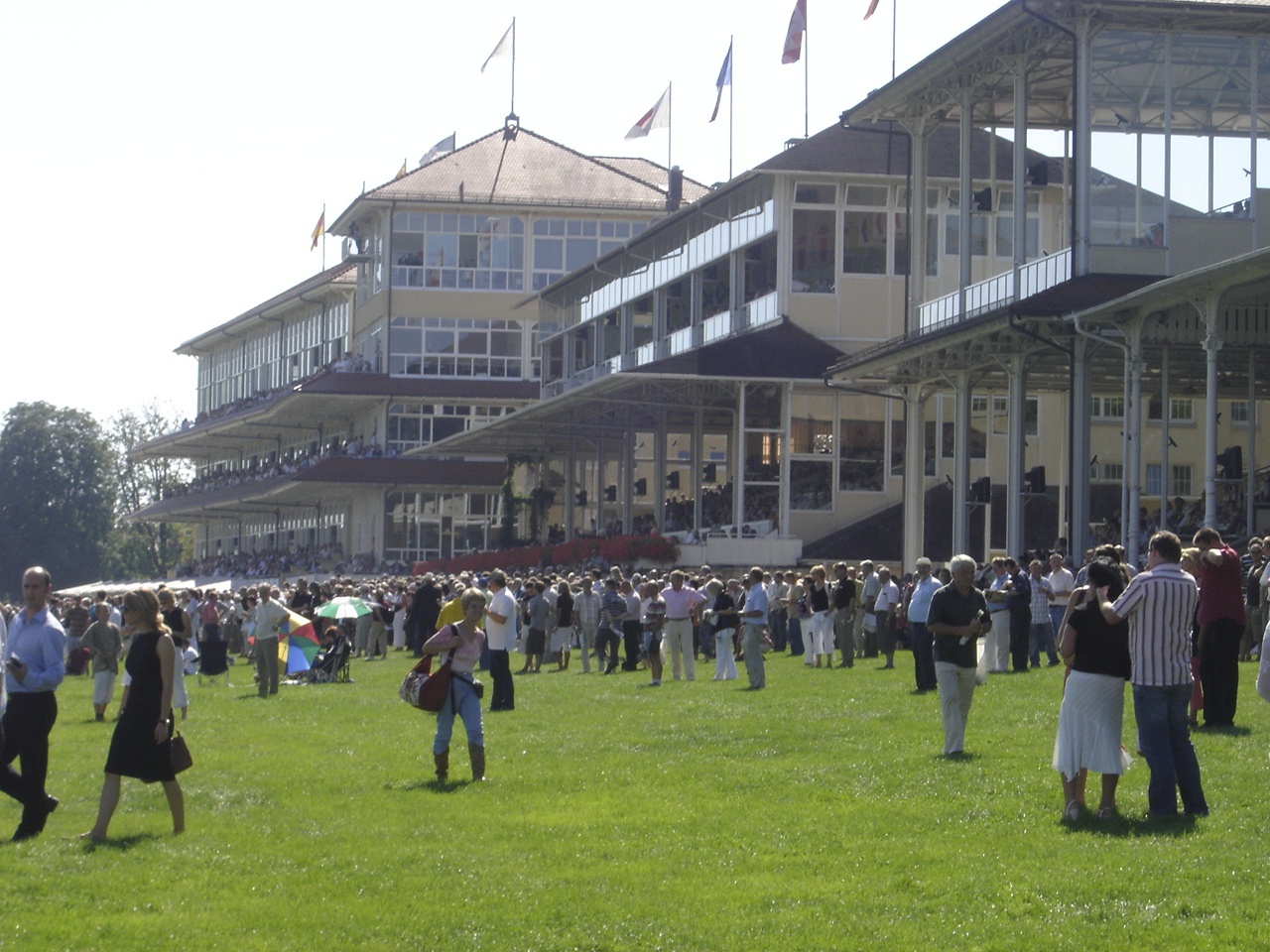
バーデンバーデン競馬場

- バーデンバーデン競馬場（バーデン=ヴュルテンベルク州 バーデン=バーデン）
- ハンブルク競馬場（ハンブルク）
- デュッセルドルフ競馬場（ノルトライン=ヴェストファーレン州 デュッセルドルフ）
- ケルン競馬場（ノルトライン=ヴェストファーレン州 ケルン）
- ミュンヘン競馬場（バイエルン州 ミュンヘン）
- ホッペガルテン競馬場
- フランクフルト競馬場
- ドルトムント競馬場
- クレフェルト競馬場
- ブレーメン競馬場

#### フランス

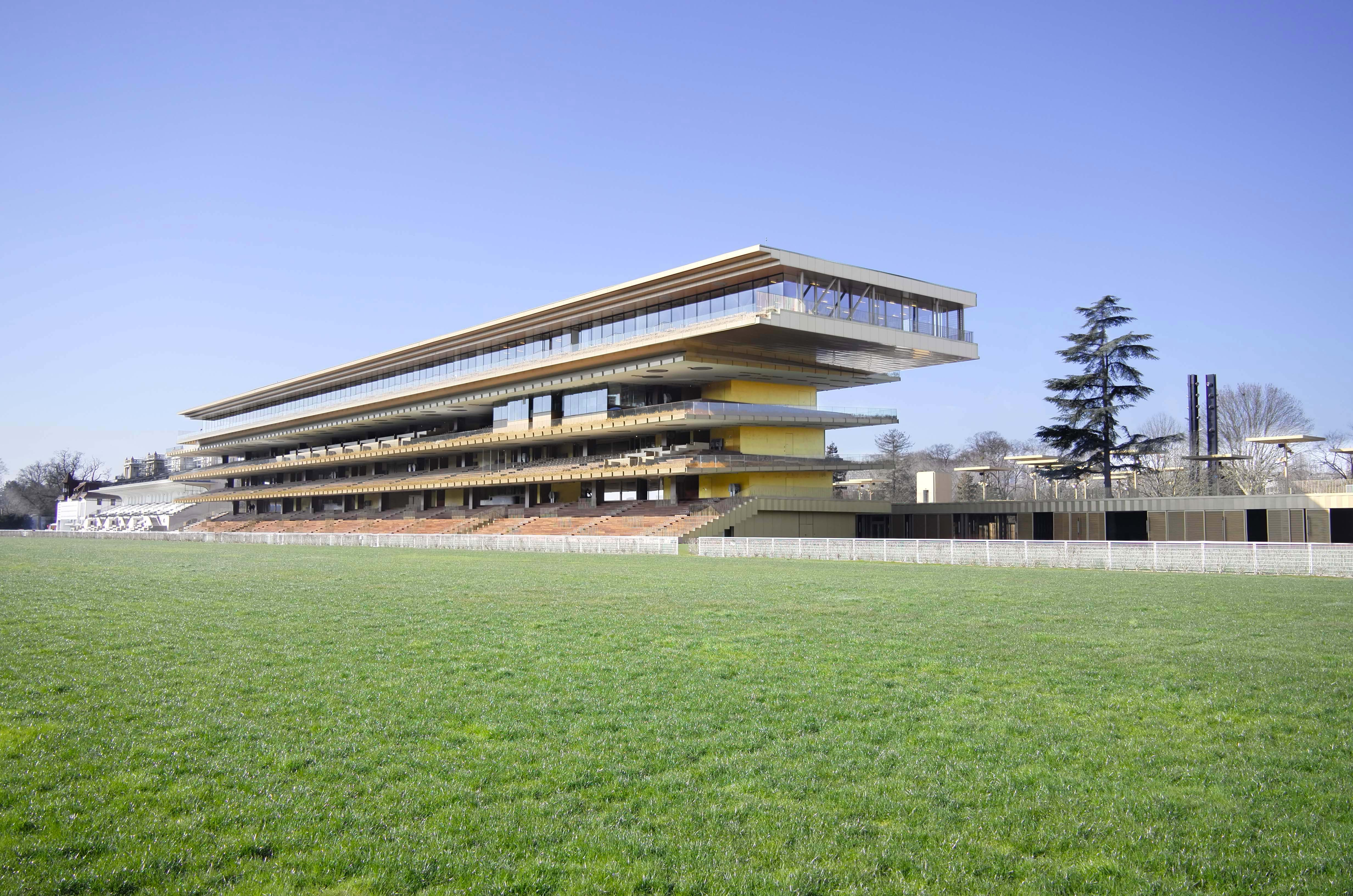
ロンシャン競馬場

- パリロンシャン競馬場（イル・ド・フランス地域圏 パリ）
- ヴァンセンヌ競馬場（イル・ド・フランス地域圏 パリ）
- オートゥイユ競馬場（イル・ド・フランス地域圏 パリ）
- サンクルー競馬場（イル・ド・フランス地域圏 オー・ド・セーヌ県）
- メゾンラフィット競馬場（イル・ド・フランス地域圏 イヴリーヌ県）
- シャンティイ競馬場（ピカルディー地域圏 オワーズ県）
- ドーヴィル競馬場（バス・ノルマンディー地域圏 カルヴァドス県）
- フォンテーヌブロー競馬場
- クレールフォンテーヌ競馬場
- ヴィシー競馬場
- リヨン競馬場
- トゥールーズ競馬場
- カブール競馬場

#### スイス
- フラウエンフェルト競馬場
- チューリッヒ=ディールスドルフ競馬場
- ルツェルン競馬場
- エイヴェンチェス競馬場
- サンモリッツ競馬場

#### オランダ
- デュインディヒ競馬場
- マルス競馬場

#### ベルギー
- ワロニー競馬場
- オスデンド競馬場
- リーン競馬場
- ウェリントン競馬場

#### スペイン
- ミハス競馬場
- カナリア諸島競馬場
- サン・セバスティアン競馬場
- サンルカール・デ・バラメーダ競馬場
- セビリア競馬場
- ドス・ヘルマナス諸島競馬場
- サルスエラ競馬場

#### スウェーデン
- イエゲスロー競馬場
- タビー競馬場

#### デンマーク
- クランペンボー競馬場
- オールボー競馬場

#### セルビア
- ベオグラード競馬場
- カラジョセフ競馬場
- ボガチック競馬場
- サバック競馬場

#### ハンガリー
- アラグ競馬場
- キンチェム競馬場

#### オーストリア
- イブリッチドルフ競馬場
- ヴィエンナ=フロイデナウ競馬場
- イブリッチドルフ競馬場

#### チェコ
- ベルカフフレ競馬場
- パルドゥビツェ競馬場

#### ウクライナ
- オデッサ競馬場
- キエフ競馬場
- ハーコフ競馬場

#### その他
- オーブレヴォール競馬場（ノルウェー）
- モスクワ競馬場（ロシア）
- スウゼヴィック競馬場（ポーランド）
- スタリーハイ競馬場（スロバキア）
- ニコシア競馬場（キプロス）
- バネアサ競馬場（ルーマニア）
- ザグレブ競馬場（クロアチア）

### 近代以前の競馬場

#### ローマ帝国
- キルクス・マクシムス（イタリア本土、ローマ）
- ネロ競馬場（イタリア本土・ローマ）
- マクセンティウス競馬場（イタリア本土、ローマ）
- フラミニウス競馬場（イタリア本土、ローマ）
- コンスタンティノポリス競馬場（トラキア、コンスタンティノポリス）
- マクシムス競馬場（属州ルシタニア、エメリタ・アウグスタ）

## 北米の競馬場
競馬場ごとにコースレイアウトが異なると、成績に違いが生じるなどのスポーツ性の観点から、1周1マイルの左回りの競馬場が大多数である。
メインのコースは天候に影響を受けにくいダートコースであり、芝コースはダートコースの内側にあることが多い。なお北米のダートコースは脚抜きがよく、一般的に日本のものよりも速いタイムが記録される。
近年は安全性などの観点から、従来のダートに代わりオールウェザー馬場を導入する競馬場も増えている。

### 北米の主な競馬場一覧

#### アメリカ合衆国

##### 東海岸

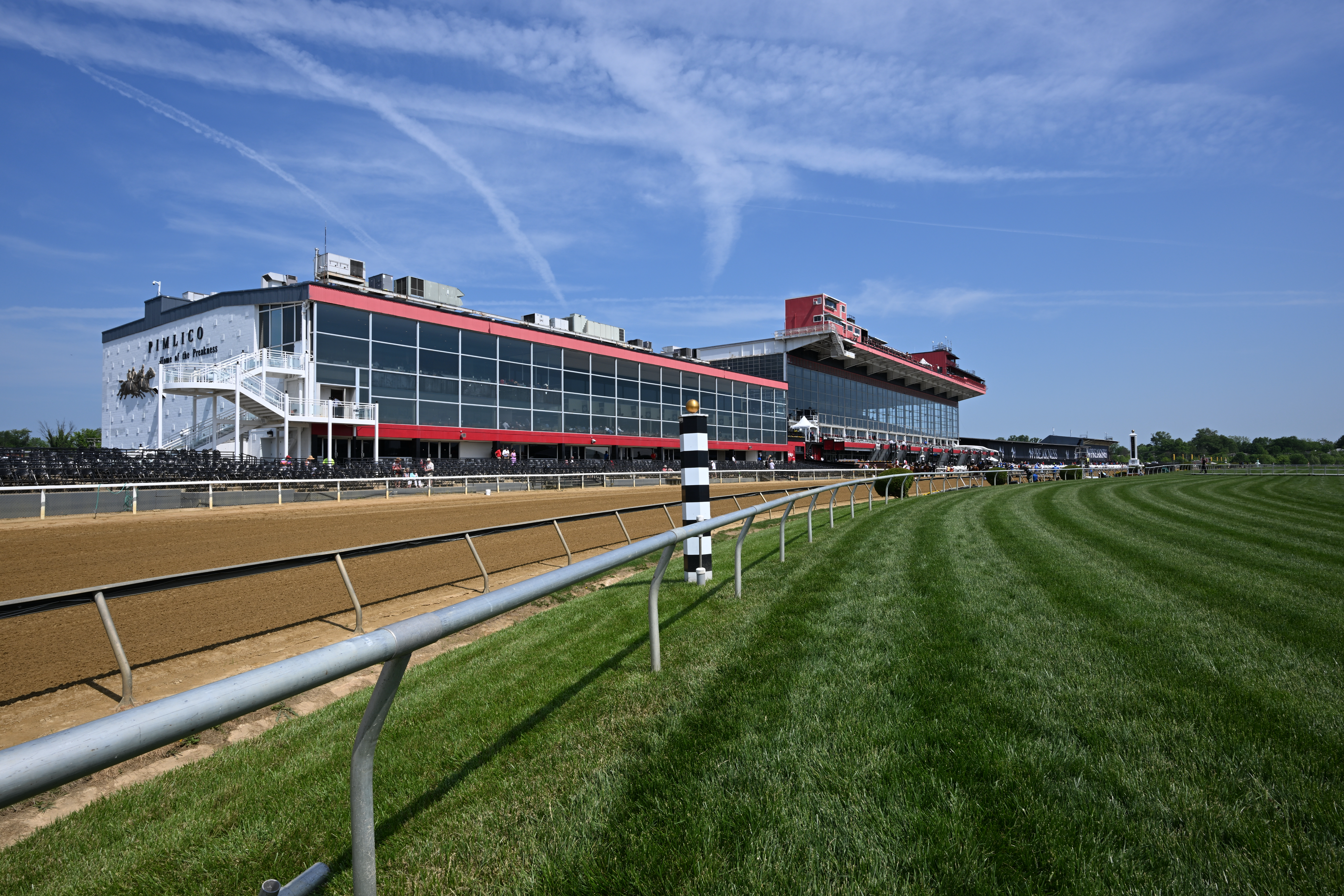
ピムリコ競馬場

- アケダクト競馬場（ニューヨーク州 ニューヨーク）
- ベルモントパーク競馬場（ニューヨーク州 ヘムステッド）
- サラトガ競馬場（ニューヨーク州 サラトガ・スプリングズ）
- フィンガーレイクス競馬場（ニューヨーク州）
- ピムリコ競馬場（メリーランド州 ボルチモア）
- ローレルパーク競馬場（メリーランド州 ローレル）
- ティモニウム競馬場（メリーランド州）
- モンマスパーク競馬場（ニュージャージー州 オーシャンポート）
- メドウランズ競馬場（ニュージャージー州 イーストラザフォード）
- アトランティックシティ競馬場（ニュージャージー州）
- サフォークダウンズ競馬場（マサチューセッツ州）
- ノーザンプトン競馬場（マサチューセッツ州）
- グレートバリントン競馬場（マサチューセッツ州）
- ペンナショナル競馬場（ペンシルベニア州）
- パークスレーシング競馬場（ペンシルベニア州）
- ロッキンガムパーク競馬場（ニューハンプシャー州）
- デラウェアパーク競馬場（デラウェア州 ウィルミントン）
- コロニアルダウンズ競馬場（バージニア州 ニューケント）
- チャールズタウン競馬場（ウェストバージニア州）
- マウンテニアパーク競馬場（ウェストバージニア州）
- ガルフストリームパーク競馬場（フロリダ州 ハランデール）
- コールダー競馬場（フロリダ州 マイアミガーデンズ）
- ハイアリアパーク競馬場（フロリダ州 ハイアリア）
- タンパベイダウンズ競馬場（フロリダ州）
- オケラ競馬場（フロリダ州）

##### 中央部

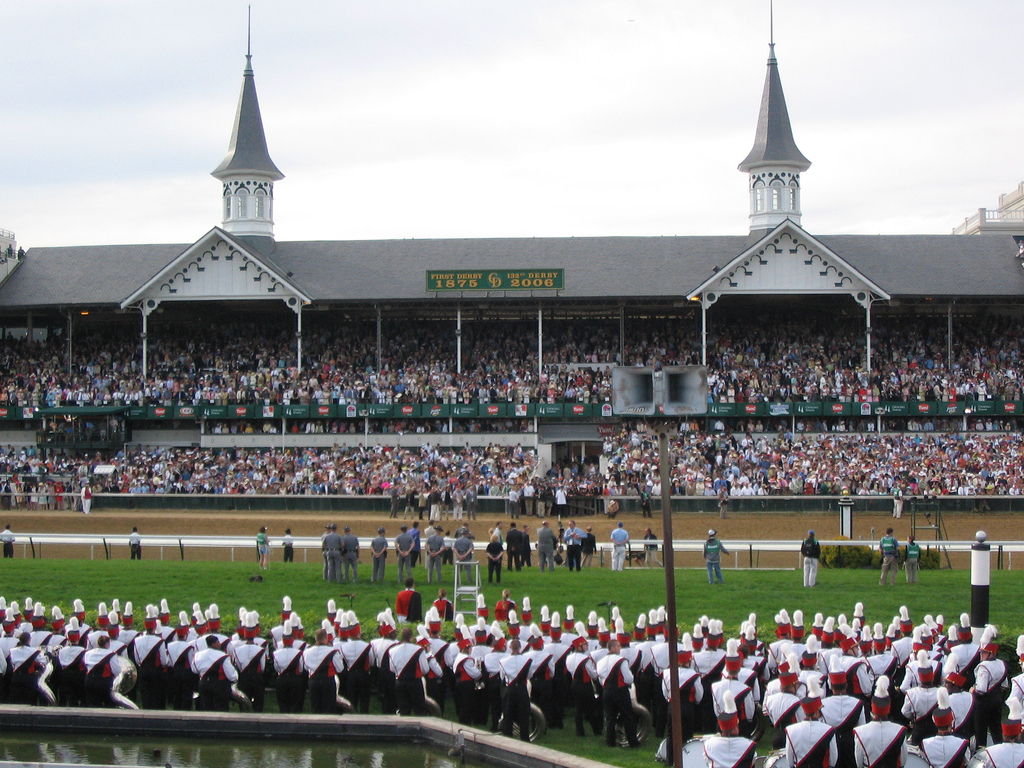
チャーチルダウンズ競馬場

- チャーチルダウンズ競馬場（ケンタッキー州 ルイビル）
- キーンランド競馬場（ケンタッキー州 レキシントン）
- エリスパーク競馬場（ケンタッキー州 ヘンダーソン）
- ターフウェイパーク競馬場（ケンタッキー州）
- ケンタッキーダウンズ競馬場（ケンタッキー州）
- アーリントンパーク競馬場（イリノイ州 アーリントンハイツ）
- ホーソーン競馬場（イリノイ州）
- スポーツマンズパーク競馬場（イリノイ州）
- フェアマウントパーク競馬場（イリノイ州）
- カンタベリーパーク競馬場（ミネソタ州）
- ワイオミングダウンズ競馬場（ワイオミング州）
- グレートレイクスダウンズ競馬場（ミシガン州）
- マウントプレザントメドウズ競馬場（ミシガン州）
- アトカドパーク競馬場（ネブラスカ州）
- コロンバス競馬場（ネブラスカ州）
- フォナーパーク競馬場（ネブラスカ州）
- ホースマンズパーク競馬場（ネブラスカ州）
- リンカーンステートフェア競馬場（ネブラスカ州）
- グレートフォールズ競馬場（モンタナ州）
- イエローストーンダウンズ競馬場（モンタナ州）
- レスボイスパーク競馬場（アイダホ州）
- ミニドカカントリーフェア競馬場（アイダホ州）
- ダウンズアット競馬場（ニューメキシコ州）
- アルバカーキ競馬場（ニューメキシコ州）
- アルバカーキステートフェア競馬場（ニューメキシコ州）
- ルイドソダウンズ競馬場（ニューメキシコ州）
- サンタフェ競馬場（ニューメキシコ州）
- サンランドパーク競馬場（ニューメキシコ州）
- サンレイパーク競馬場（ニューメキシコ州）
- プレーリーメドウズ競馬場（アイオワ州）
- フージアパーク競馬場（インディアナ州）
- ブルーリボンダウンズ競馬場（オクラホマ州）
- フェアメドウズタルサ競馬場（オクラホマ州）
- レミントンパーク競馬場（オクラホマ州）
- ウィルロジャースダウンズ競馬場（オクラホマ州）
- アラパホーパーク競馬場（コロラド州）
- アンソニーダウンズ競馬場（カンザス州）
- ユーレカダウンズ競馬場（カンザス州）
- ウッドランズ競馬場（カンザス州）
- オークローンパーク競馬場（アーカンソー州 ホットスプリングス）
- ローンスターパーク競馬場（テキサス州 ダラス）
- マナーダウンズ競馬場（テキサス州）
- ジレスピーカントリーフェア競馬場（テキサス州）
- レタマパーク競馬場（テキサス州）
- サムヒューストン競馬場（テキサス州）
- ビュラーパーク競馬場（オハイオ州 グローヴシティ）
- リバーダウンズ競馬場（オハイオ州）
- シストルダウン競馬場（オハイオ州）
- フェアグラウンズ競馬場（ルイジアナ州 ニューオーリンズ）
- エヴァンゲラインダウンズ競馬場（ルイジアナ州 オペルーザス）
- ルイジアナダウンズ競馬場（ルイジアナ州 ボージャーシティ）
- デルタダウンズ競馬場（ルイジアナ州）

##### 西海岸

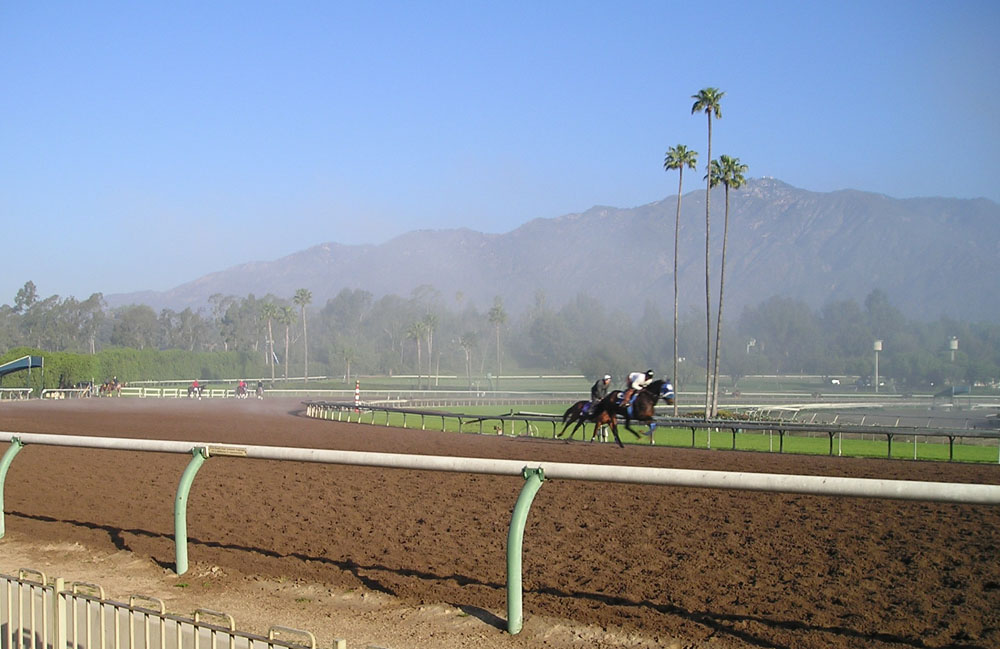
サンタアニタパーク競馬場

- ロスアラミトス競馬場（カリフォルニア州 ロサンゼルス近郊）
- ハリウッドパーク競馬場（カリフォルニア州 ロサンゼルス近郊 イングルウッド）
- サンタアニタパーク競馬場（カリフォルニア州 ロサンゼルス近郊 アーケーディア）
- デルマー競馬場（カリフォルニア州 デルマー）
- フェアプレックスパーク競馬場（カリフォルニア州 ポモナ）
- ベイメドウズ競馬場（カリフォルニア州 サンマテオ）
- ゴールデンゲートフィールズ競馬場（カリフォルニア州 アルバニー）
- ベイメドウズフェア競馬場（カリフォルニア州）
- ターフパラダイス競馬場（カリフォルニア州）
- ヤヴァパイダウンズ競馬場（カリフォルニア州）
- エメラルドダウンズ競馬場（カリフォルニア州）
- ハーバーパーク競馬場（カリフォルニア州）
- プレイフェア競馬場（カリフォルニア州）
- サンダウンズ競馬場（カリフォルニア州）
- ワラワラ競馬場（カリフォルニア州）
- ハンボルトカントリーフェア競馬場（カリフォルニア州）
- グランツパス競馬場（カリフォルニア州）
- セイラム競馬場（カリフォルニア州）
- ポートランドメドウズ競馬場（カリフォルニア州）
- フェルンデール競馬場（カリフォルニア州）
- フレズノ競馬場（カリフォルニア州）
- プレザントン競馬場（カリフォルニア州）
- サクラメント競馬場（カリフォルニア州）
- サンタローザ競馬場（カリフォルニア州）
- ストックトン競馬場（カリフォルニア州）
- ソラノ競馬場（カリフォルニア州）

#### カナダ

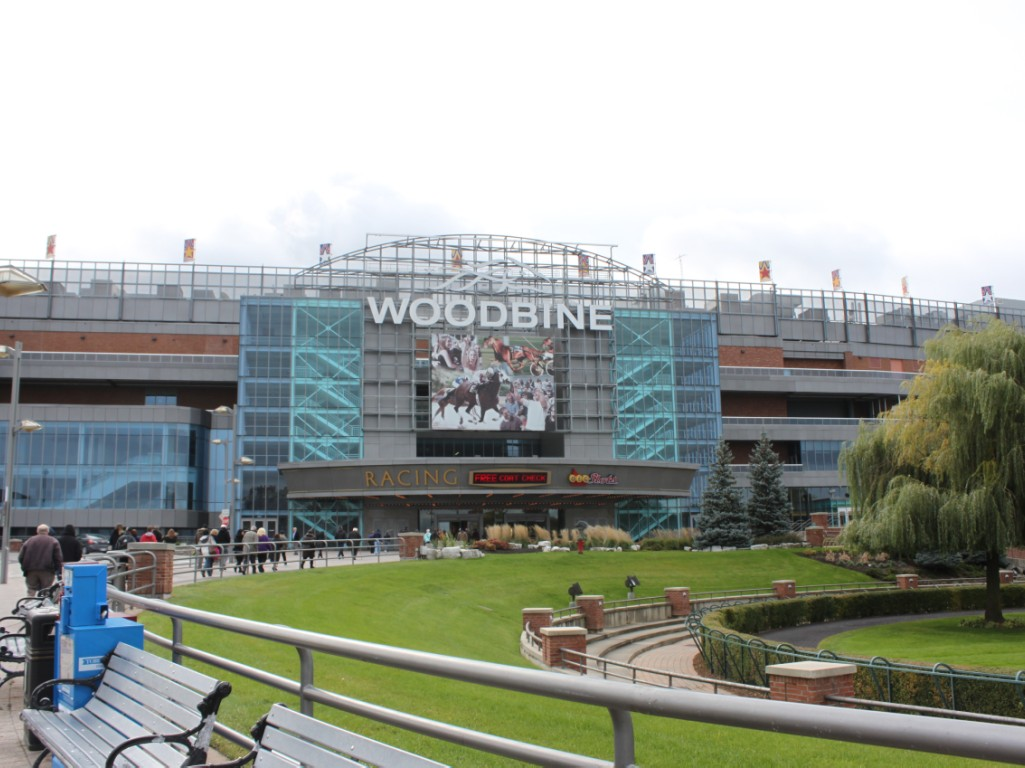
ウッドバイン競馬場

- ウッドバイン競馬場（オンタリオ州 トロント郊外 レックスデール）
- フォートエリー競馬場（オンタリオ州 ナイアガラ地方 フォートエリー）
- ウッドストック競馬場（オンタリオ州）
- カワーサ・スピードウェイ（オンタリオ州）
- サドベリーダウンズ競馬場（オンタリオ州）
- フランボロダウンズ競馬場（オンタリオ州）
- モホーク競馬場（オンタリオ州）
- リデューカールトン競馬場（オンタリオ州）
- ヘイスティングス競馬場（ブリティッシュコロンビア州 バンクーバー）
- キンパーク競馬場（ブリティッシュコロンビア州）
- サンフラワーダウンズ競馬場（ブリティッシュコロンビア州）
- デザートパーク競馬場（ブリティッシュコロンビア州）
- セージブラッシュ競馬場（ブリティッシュコロンビア州）
- アッシニボニア競馬場（マニトバ州）
- シャーロットタウン競馬場（プリンスエドワードアイランド州）
- マーキスダウンズ競馬場（サスカチュワン州）
- モントリオール競馬場（ケベック州）
- スタンピード・グランドスタンド（アルバータ州）
- ノースランズパーク競馬場（アルバータ州）

## 中南米の競馬場
中南米やカリブ海にある競馬場は、北米と同様に左回りダートのものが多い。
アルゼンチンのサンイシドロ競馬場は、1999年に芝2400メートルの世界レコード（2分21秒98）が記録されるなど、高速馬場として知られている。

### 南米の主な競馬場一覧

#### ブラジル

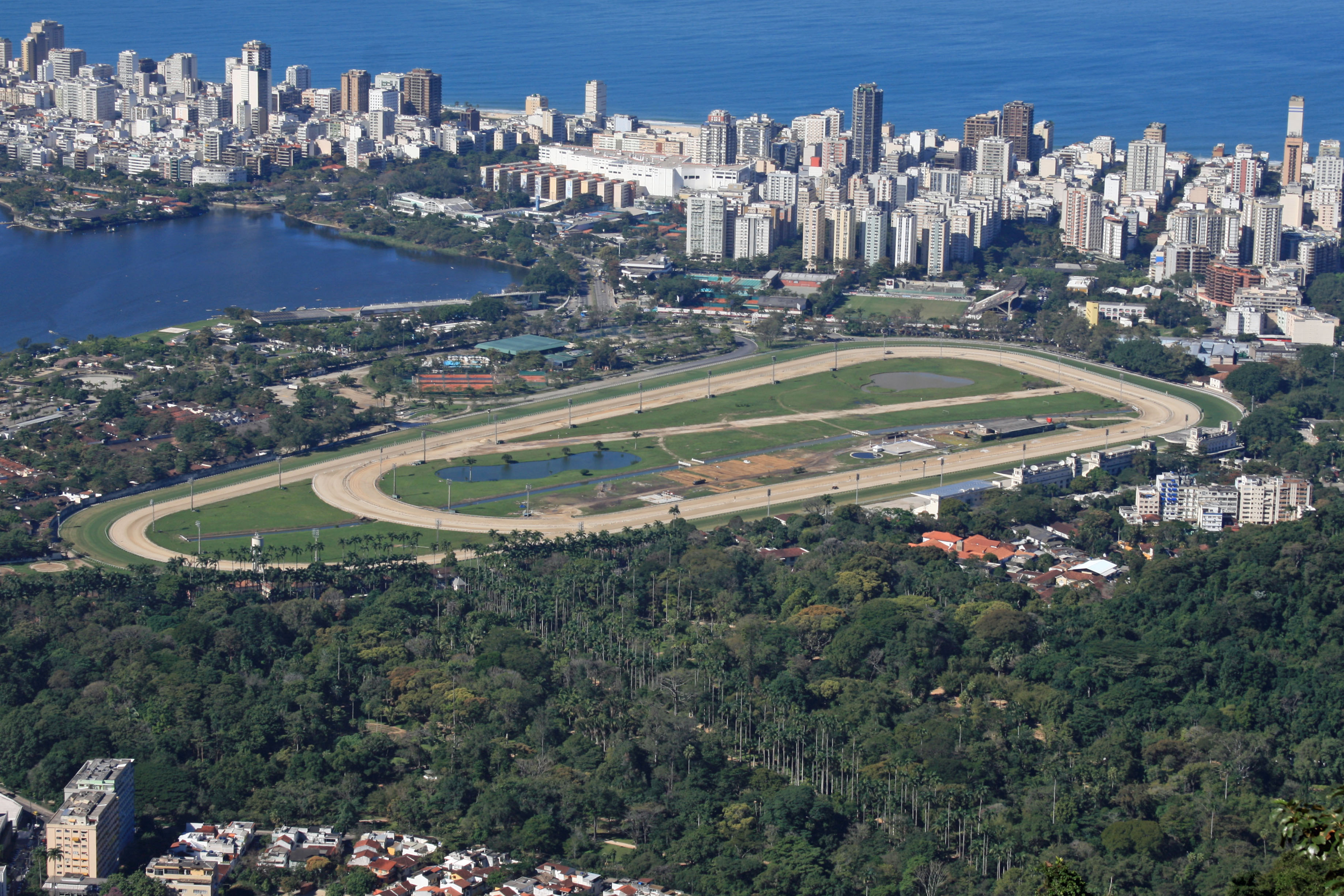
ガベア競馬場

- ガベア競馬場
- シダーデジャルディン競馬場
- クリスタウ競馬場
- タルマン競馬場
- カナヴィアイス競馬場
- ヴィセンティノ競馬場
- ウヴァラナス競馬場
- タブラダ競馬場
- アモリン競馬場
- ラゴイニャ競馬場
- マダレナ競馬場
- ピシ競馬場
- エドミルソンモレイラ競馬場

#### アルゼンチン
- サンイシドロ競馬場

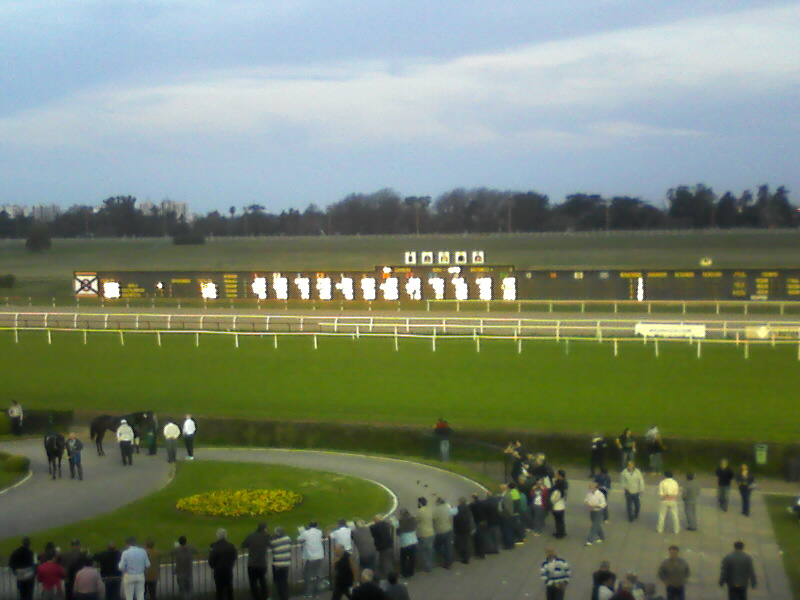
サンイシドロ競馬場

- パレルモ競馬場 - 別称、アルヘンティノ競馬場
- ラプラタ競馬場
- ラプンタ競馬場

#### チリ
- チリ競馬場
- クラブイピコデサンティアゴ競馬場 - 別称、サンティアゴ競馬場
- ヴァルパライソ競馬場
- コンセプシオン競馬場

#### ペルー
- モンテリーコ競馬場
- アレキパ競馬場
- チクラーヨ競馬場
- サンフェリペ競馬場
- サンタ・ベアトリーズ競馬場

#### ベネズエラ
- ラ・リンコナーダ競馬場
- バレンシア競馬場
- サンタ・リタ競馬場

#### ウルグアイ
- マローニャス競馬場
- ラス・ピエドラス競馬場

#### コロンビア
- ロスコミューネロス競馬場
- ビジャ・デ・レイバ競馬場

#### エクアドル
- ミゲル・サレム・ディボ競馬場

### 中米・カリブ海の主な競馬場一覧

#### プエルトリコ
- エル・コマンダン競馬場
- カマレロ競馬場

#### パナマ
- レモン大統領競馬場

#### メキシコ
- ラス・アメリカス競馬場

#### その他
- カイマナスパーク競馬場（ジャマイカ）
- サンタ・ローサ競馬場（トリニダード・トバゴ）
- クイント=センテナリオ競馬場（ドミニカ共和国）
- ギャリソン=サバンナ競馬場（バルバドス）

## オセアニアの競馬場
オセアニアではコース形状はさまざまで、長円形の競馬場や歪な競馬場のG1レースもある。

### オセアニアの主な競馬場一覧

#### オーストラリア

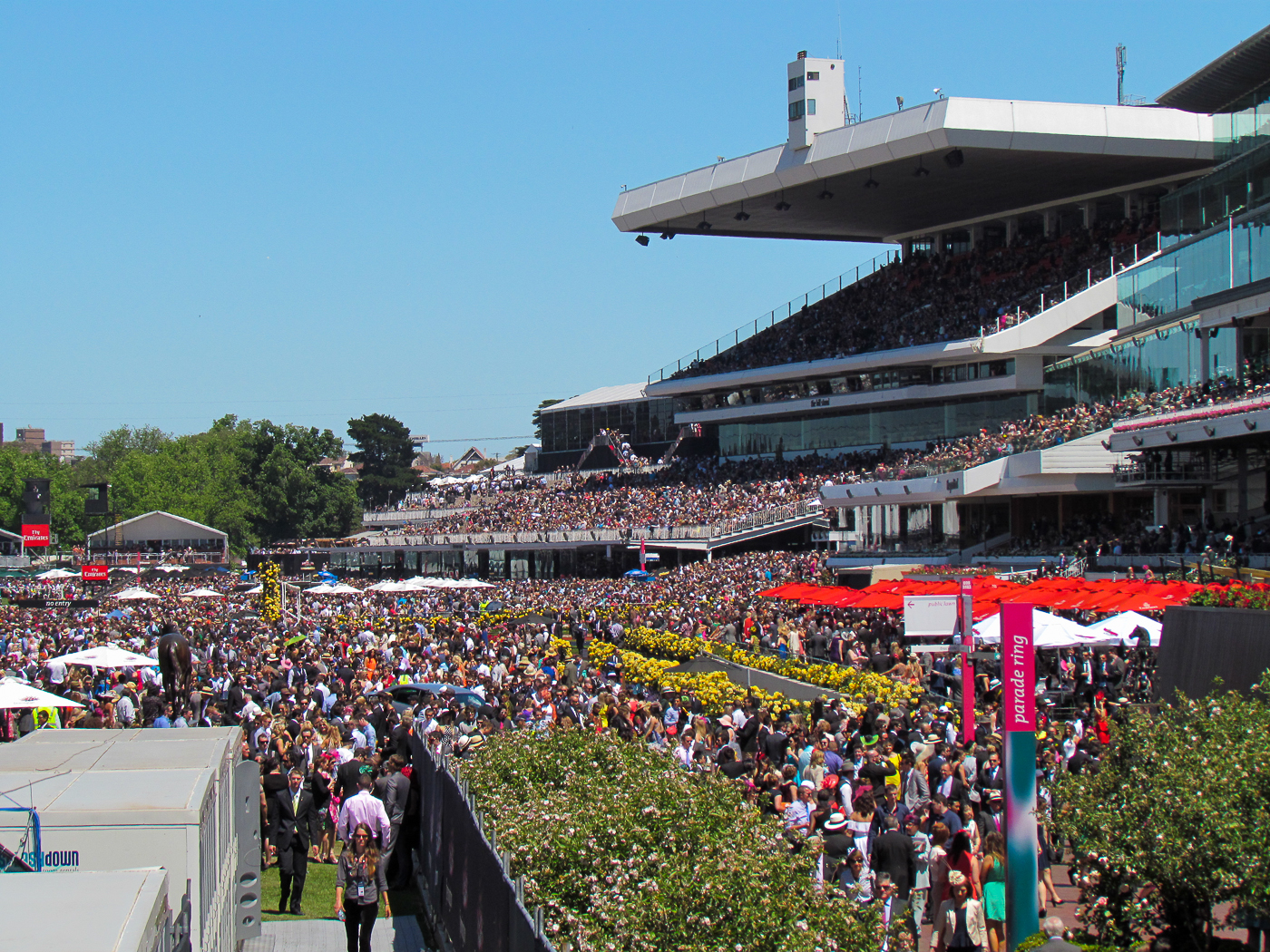
フレミントン競馬場

- ロイヤルランドウィック競馬場（ニューサウスウェールズ州 シドニー）
- ローズヒルガーデンズ競馬場（ニューサウスウェールズ州 シドニー）
- カンタベリーパーク競馬場（ニューサウスウェールズ州 シドニー） - ナイトレースが行われている
- ウォーウィックファーム競馬場（ニューサウスウェールズ州 シドニー郊外）
- グラフトン競馬場（ニューサウスウェールズ州）
- ケンブラグランジ競馬場（ニューサウスウェールズ州）
- ゴスフォード競馬場（ニューサウスウェールズ州）
- ニューキャッスル競馬場（ニューサウスウェールズ州）
- ホークスベリー競馬場（ニューサウスウェールズ州）
- キャンベラ競馬場（キャンベラ）
- フレミントン競馬場（ビクトリア州 メルボルン）
- ムーニーヴァレー競馬場（ビクトリア州 メルボルン）
- コーフィールド競馬場（ビクトリア州 メルボルン）
- サンダウン競馬場（ビクトリア州 メルボルン）
- イーグルファーム競馬場（クイーンズランド州 ブリスベン）
- ドゥームベン競馬場（クイーンズランド州 ブリスベン）
- ゴールドコースト競馬場（クイーンズランド州 ゴールドコースト）
- イプスウィッチ競馬場（クイーンズランド州）
- アスコット競馬場（西オーストラリア州 パース）
- ベルモントパーク競馬場（西オーストラリア州 パース）
- バンベリー競馬場（西オーストラリア州 パース）
- モーフェットビル競馬場（南オーストラリア州 アデレード）
- エルウィック競馬場（南オーストラリア州）
- チェルトナム競馬場（南オーストラリア州）
- ヴィクトリアパーク競馬場（南オーストラリア州）
- モーブレイ競馬場（タスマニア州 ロンセストン）
- ホバート競馬場（タスマニア州）

#### ニュージーランド
- エラズリー競馬場（オークランド郊外）
- アヴォンデール競馬場（オークランド郊外）
- テラパ競馬場（ハミルトン郊外）
- タウランガ競馬場（タウランガ）
- トレンサム競馬場（ウェリントン）
- リカルトンパーク競馬場（クライストチャーチ）
- アワプニ競馬場
- エグモント競馬場
- オタキ競馬場
- オタゴ競馬場
- カウンティーズ競馬場
- ケンブリッジ競馬場
- タラナキ競馬場
- テアロハ競馬場
- ヘイスティングス競馬場
- マートン競馬場
- マスタートン競馬場
- マタマタ競馬場
- レヴィン競馬場
- ロトルア競馬場

## アジアの競馬場
日本のほか、香港、ドバイなどのアジアの競馬場は、自然の地形を活かしてレイアウトされたヨーロッパの競馬場と比べると何もない土地に人工的に造成したコースという特徴があり、水はけがよく硬くしまっており、速いタイムが出やすいとされる。

### アジアの主な競馬場一覧

#### 韓国
- ソウル競馬場（京畿道果川市）

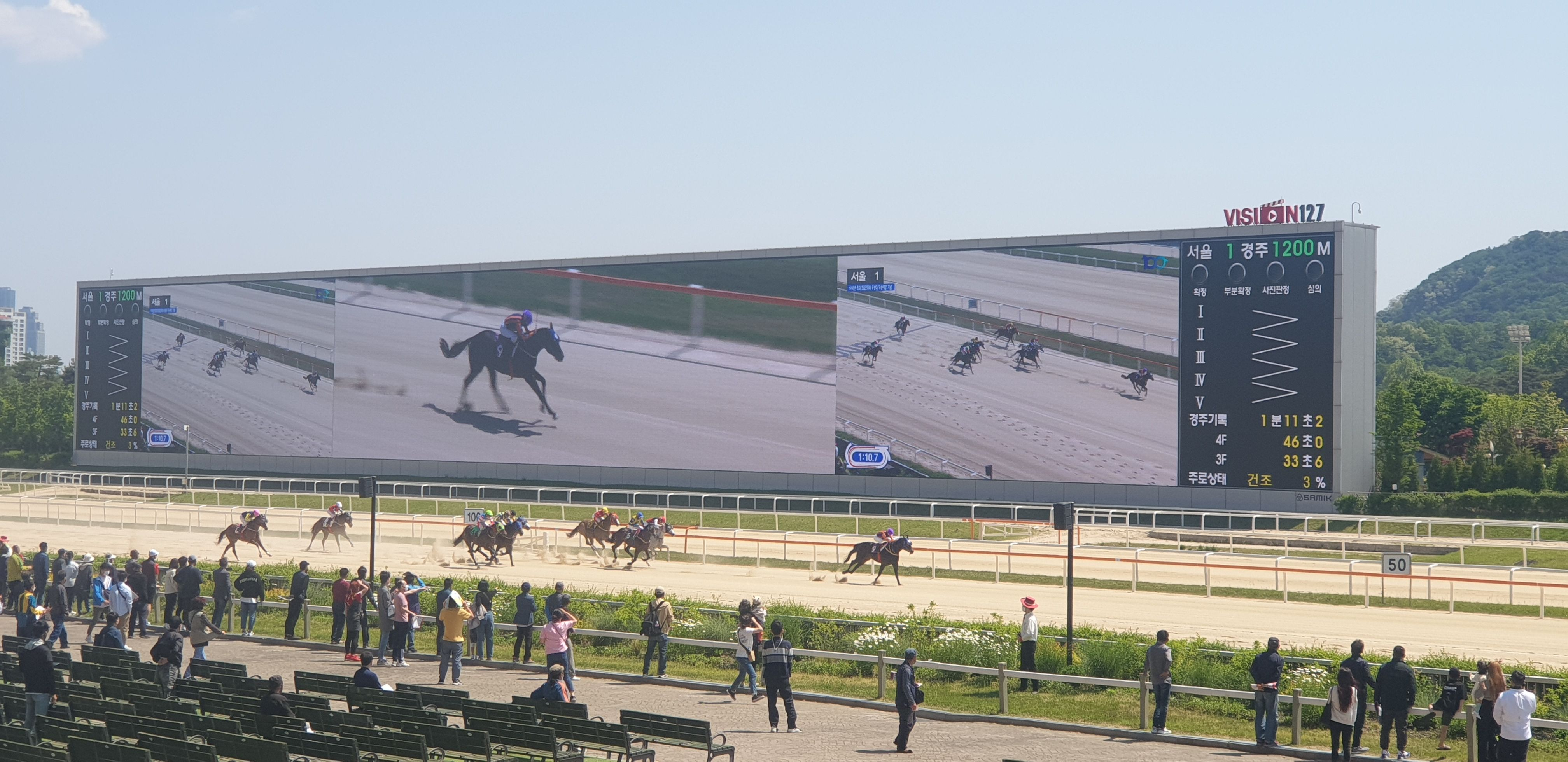
ソウル競馬場

- 済州競馬場（済州特別自治道済州市） - 済州島在来種による競馬場
- 釜山慶南競馬場（釜山広域市）

#### 中華人民共和国

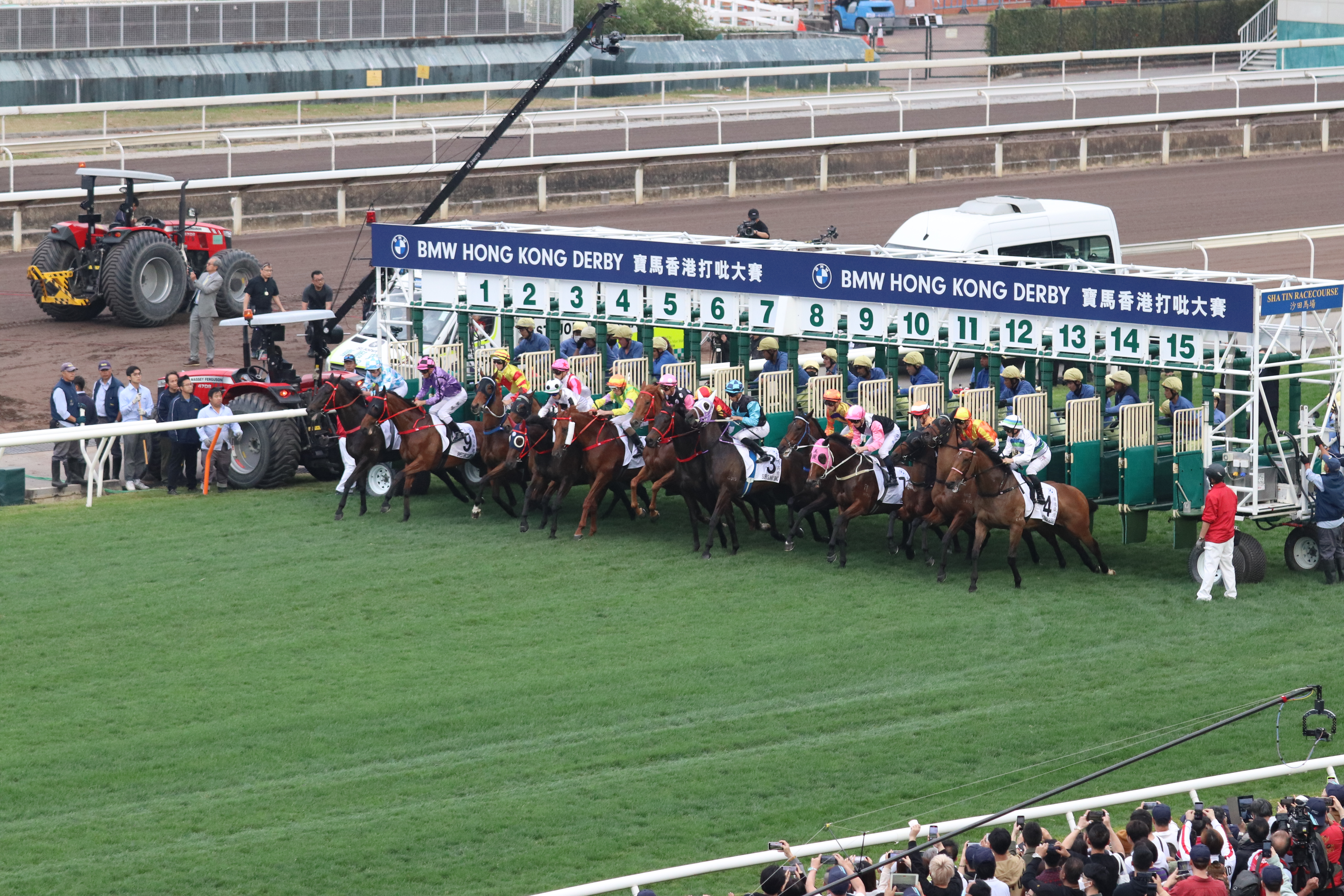
沙田競馬場

- ハッピーバレー競馬場（香港）
- 沙田競馬場（香港）
- 従化競馬場（広州市）
- 東方馬城国際競馬場（武漢市）

#### フィリピン

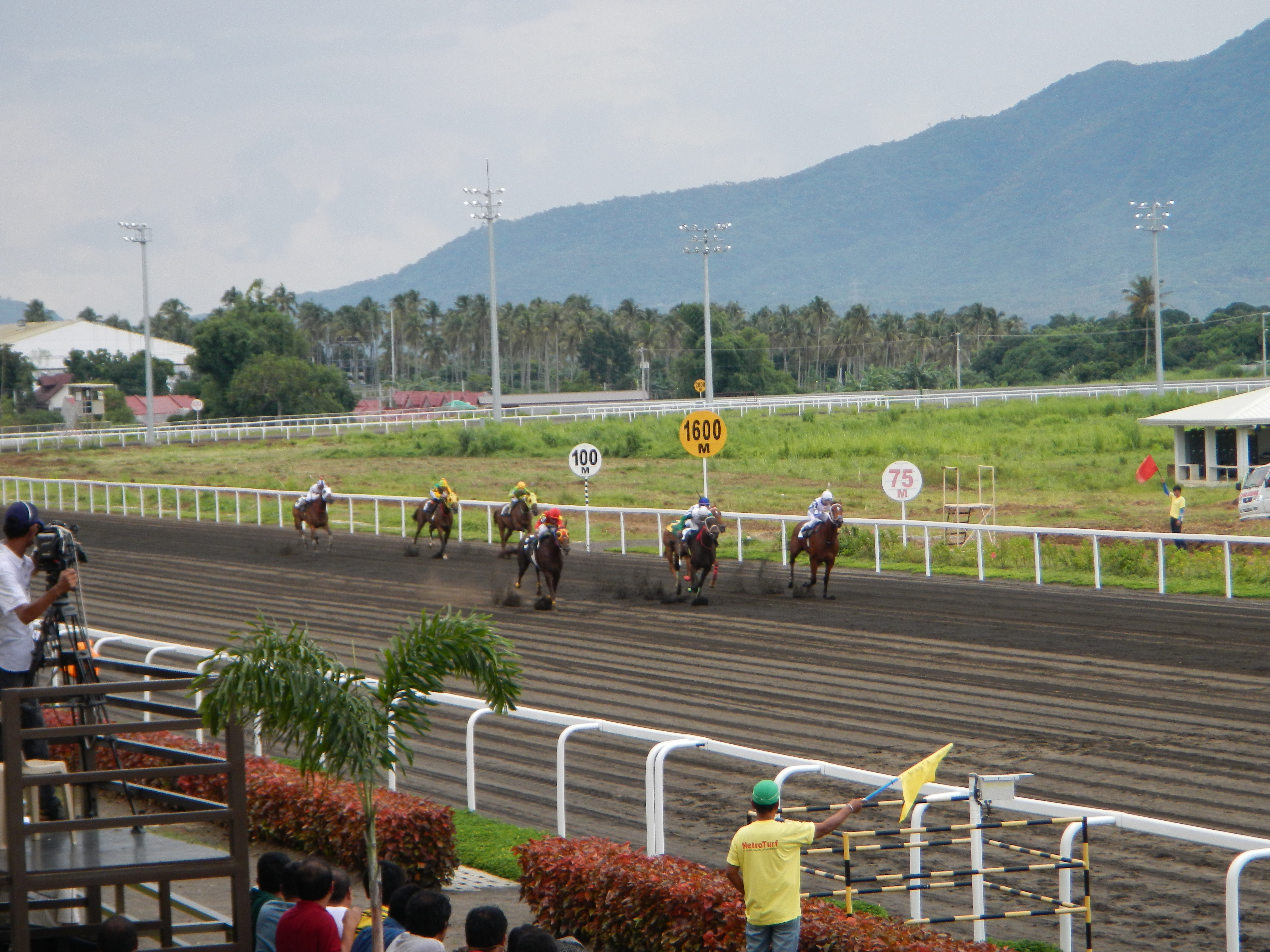
メトロターフ競馬場

- サンラサロ競馬場（カヴィテ）
- サンタアナパーク競馬場（カヴィテ）
- メトロターフ競馬場（バタンガス）

#### マレーシア
- イポー競馬場（ペラ州）
- スンガイベシ競馬場（セランゴール州）
- タンバラン競馬場（サバ州）

#### インド

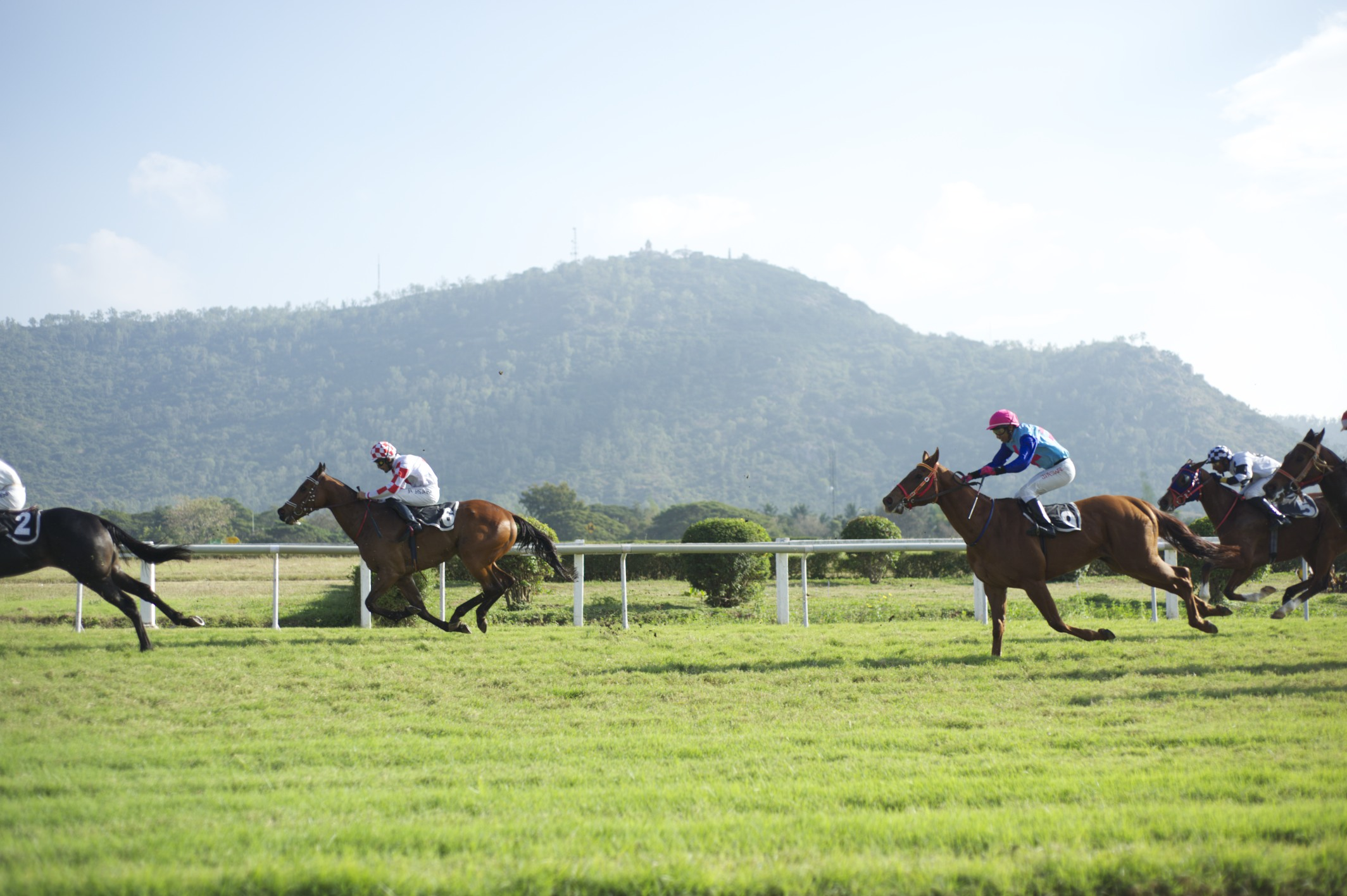
マイソール競馬場

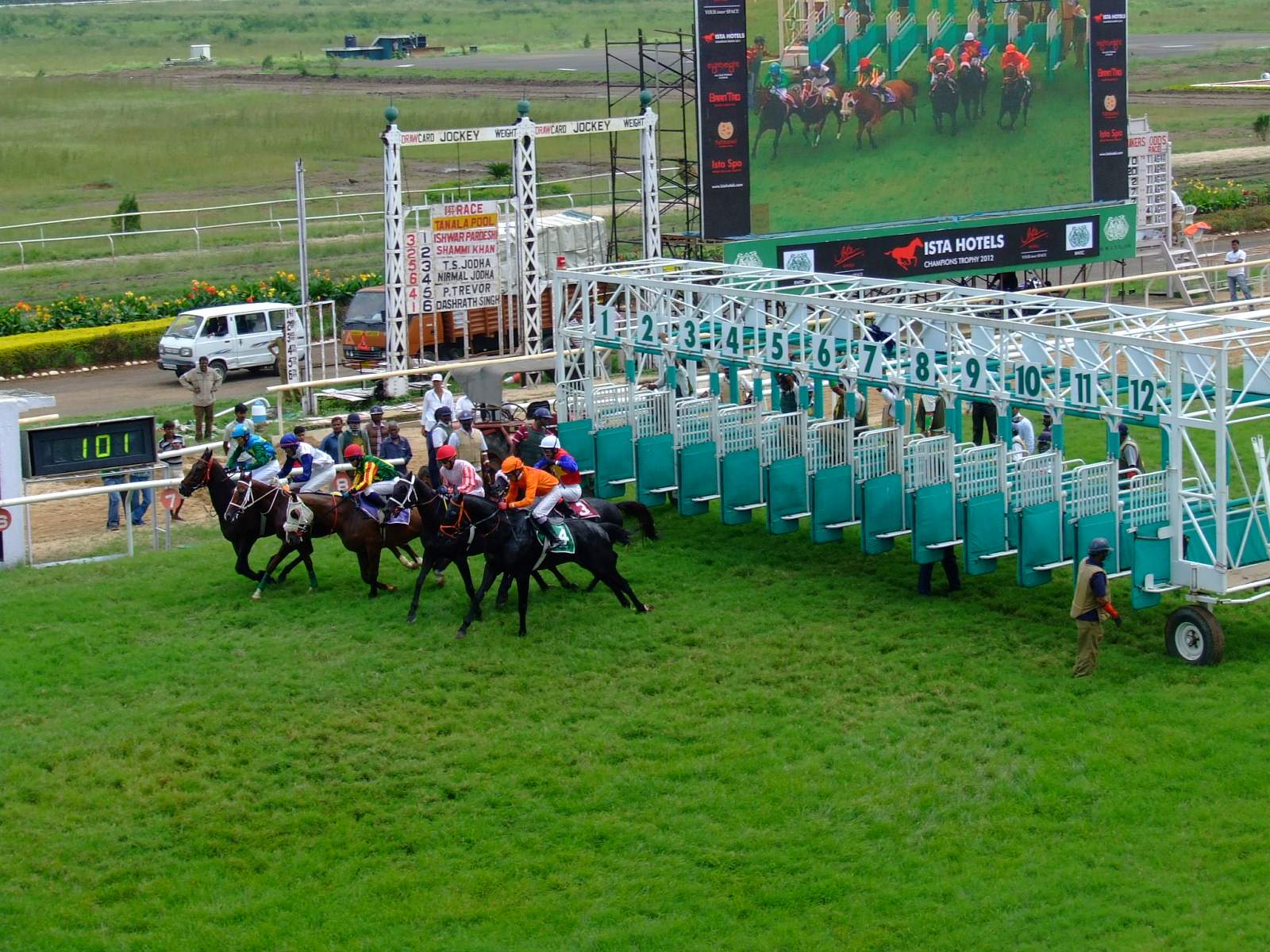
プネー競馬場

- カルカッタ競馬場（西ベンガル州 コルカタ）
- ハイデラバード競馬場（テランガーナ州 ハイデラバード）
- バンガロール競馬場（カルナータカ州 ベンガルール）
- ムンバイ競馬場（マハーラーシュトラ州 ムンバイ）
- チェンナイ競馬場（タミル・ナードゥ州 チェンナイ）
- マイソール競馬場（カルナータカ州 マイスール）
- プネー競馬場（マハーラーシュトラ州 プネー）
- ウーティ競馬場（タミル・ナードゥ州 ウダカマンダラム）
- ニューデリー競馬場（デリー）

#### パキスタン
- カラチ競馬場（カラチ）
- ラホール競馬場（ラホール）

#### アラブ首長国連邦

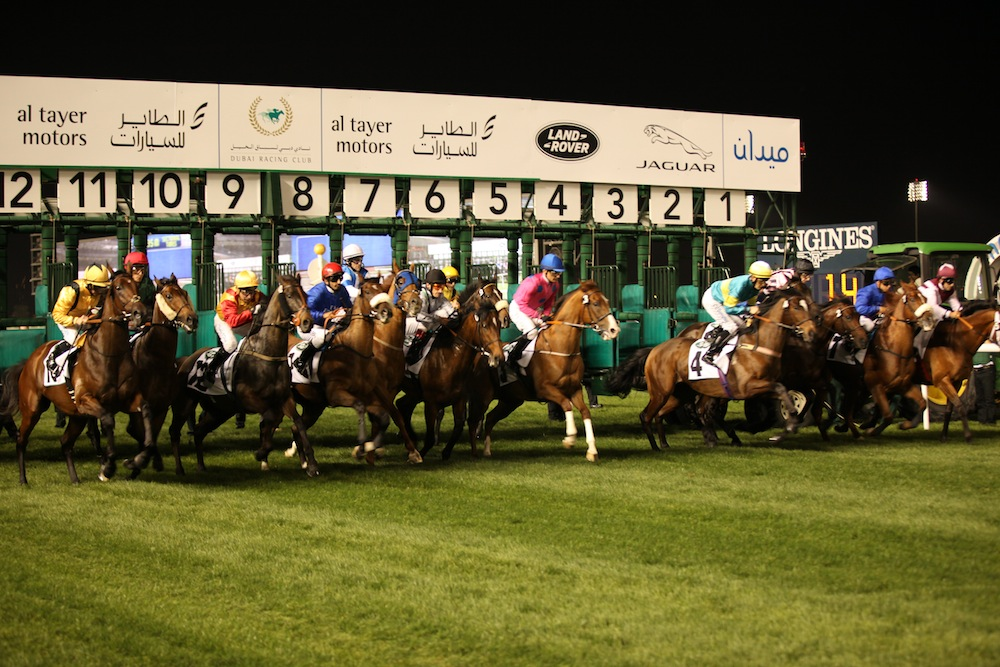
メイダン競馬場

- アブダビ競馬場（アブダビ）
- ガントゥート競馬場（アブダビ）
- デイラ競馬場（ドバイ）
- ジュベル・アリ競馬場（ドバイ）
- メイダン競馬場（ドバイ）
- シャルジャ競馬場（シャルジャ）

#### トルコ

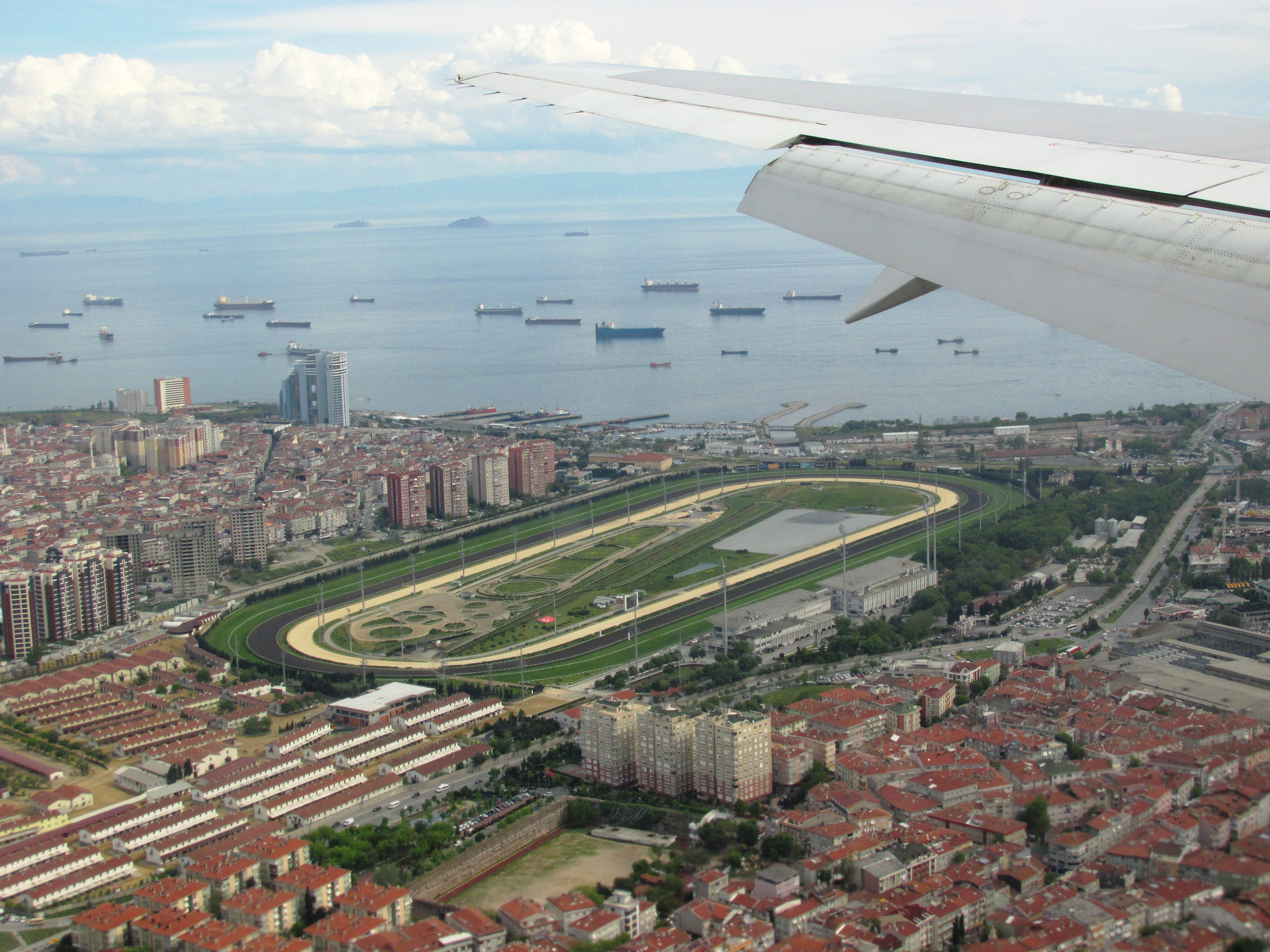
ヴェリエフェンディ競馬場

- ヴェリエフェンディ競馬場（イスタンブール）
- アンカラ75年競馬場（アンカラ）
- オスマンガズィ競馬場（ブルサ）
- イェシロバ競馬場（アダナ）
- ディヤルバクル競馬場（ディヤルバクル）
- エラズー競馬場（エラズー）
- シリンイェル競馬場（イズミル）
- シャンルウルファ競馬場（シャンルウルファ）
- カルテペ競馬場（コジャエリ（イズミット））
- アンタルヤ競馬場（アンタルヤ）

#### その他
- ロイヤル・バンコク・スポーツクラブ競馬場（タイ・バンコク）
- ラシッド・イクエストリアン・アンド・ホース・レーシング・クラブ競馬場（バーレーン）
- アルライヤン競馬場（カタール）
- ロイヤル・ホース・レーシング・クラブ競馬場（オマーン）
- キングアブドゥルアジーズ競馬場（サウジアラビア）
- アルマトイ競馬場（カザフスタン） - 2013年からJRAの関連団体が設計を請け負ったが[3]、2015年の政変により実施設計前に中断している[4]。

### 廃止・休止された競馬場
- 北京通順競馬場（中華人民共和国・北京）
- 広州競馬場（中国語版）（中華人民共和国・広州）
- タイパ競馬場（マカオ）
- フートー競馬場（ベトナム・ホーチミン）
- ロイヤル・ターフクラブ競馬場（タイ・バンコク）
- クランジ競馬場（シンガポール）
- ブキティマ競馬場（シンガポール）
- ペナン競馬場（マレーシア・ペナン島）
- ナド・アルシバ競馬場（アラブ首長国連邦・ドバイ）

## アフリカの競馬場

### アフリカの主な競馬場一覧

#### 南アフリカ
- ターフフォンテン競馬場（ヨハネスブルグ郊外）
- ゴスフォースパーク競馬場（ヨハネスブルグ郊外）
- ケニルワース競馬場（ケープタウン郊外）
- ポートエリザベス競馬場
- グレイヴィル競馬場（ダーバン郊外）
- クレアウッド競馬場（ダーバン郊外）
- ニューマーケット競馬場
- ヴァール競馬場
- アーリントン競馬場
- フェアビュー競馬場
- スコットヴィル競馬場
- ダーバンヴィル競馬場（ダーバン郊外）
- ブルームフォンテーン競馬場

#### エジプト
- ゲジラスポーティングクラブ競馬場
- アル・シャムス競馬場

#### モロッコ
- カサブランカ競馬場
- ラバット競馬場
- セタット競馬場
- エル・ジャディーダ競馬場

#### その他
- チュニス競馬場（チュニジア）
- アルジェ競馬場（アルジェリア）
- ンゴング競馬場（ケニア ナイロビ郊外）
- ボロウデールパーク競馬場（ジンバブエ ハラレ郊外）
- シャン・ド・マルス競馬場（モーリシャス ポートルイス）